# 龙门大桥 (洛阳)

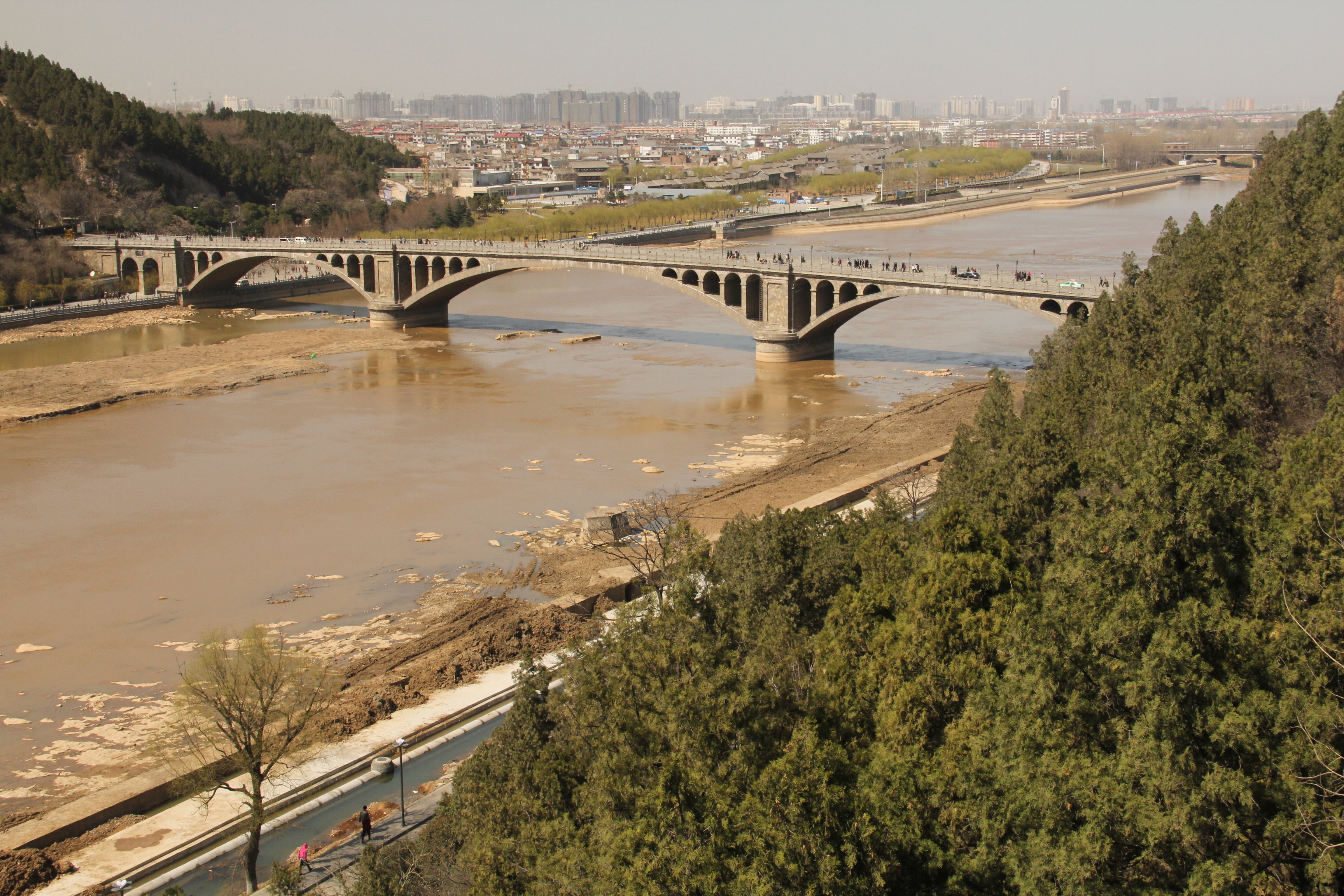
龙门大桥

龙门大桥位于河南省洛阳市南部的伊河之上，是一座连接伊河两岸的龙门山的3孔空腹石拱桥。龙门大桥始建于1960年3月25日，于1962年11月20日完工通车。之前这里曾有一座钢筋水泥结构的中正桥，抗日战争期间被毁。龙门大桥的桥名由陈毅题字。大桥全长303.8米，车道宽10米，两个人行道各宽1.5米。